# 김건호 (축구 선수)
김건호(1990년 11월 28일 ~ )는 대한민국의 축구 선수이며, 포지션은 센터백이다.